# 马氏宗祠 (肥东县)
马氏宗祠，是位于中国安徽省合肥市肥东县石塘镇马士龙村的一个清代古建筑，2013年被合肥市人民政府公布为第五批合肥市文物保护单位。
马氏宗祠始建于清朝乾隆十九年（1754年），祀明朝洪武年间自宛平迁居此地的先祖马士龙，祠堂占地面积3000平方米，建筑面积540平方米，硬山顶，现存部分雕刻花纹的梁架，以及前中华民国大总统曹锟、执政段祺瑞所题写的两块匾额。